# Desmazeria lorentii
Desmazeria lorentii är en gräsart som beskrevs av Hildemar Wolfgang Scholz. Desmazeria lorentii ingår i släktet Desmazeria och familjen gräs. Inga underarter finns listade i Catalogue of Life.